# Gustav Hertzfeldt
Gustav Hertzfeldt (* 4. Juni 1928 in Berlin; † 13. März 2005) war ein deutscher Politiker, Journalist und Diplomat. Er war Botschafter der DDR in der Volksrepublik China und stellvertretender Außenminister der DDR.

## Leben
Hertzfeldt wurde als uneheliches Kind einer kleinen Angestellten in Berlin geboren. Da sein Vater Jude war, wurde er von den Nationalsozialisten „aus rassischen Gründen“ verfolgt. Er war mehrfach inhaftiert und musste bereits als Halbwüchsiger Zwangsarbeit verrichten. Mit 14 Jahren ging er in die Illegalität. Vor dem drohenden Abtransport ins Vernichtungslager hatten ihn Kinder von Kommunisten gewarnt, und es waren auch Familien von Kommunisten, die ihn unter Gefahr für ihr eigenes Leben versteckten. Hertzfeldt gehörte zu den wenigen Juden, die in Berlin die NS-Herrschaft in der Illegalität überlebten.
Nach Kriegsende 1945 war er im Jugendnoteinsatz als Zimmermann tätig. Hertzfeld war Gründungsmitglied der Antifa-Jugend und der Freien Deutschen Jugend. 1945 trat er der KPD bei und Hertzfeldt war der jüngste Delegierte auf dem Vereinigungsparteitag von KPD und SPD zur SED. Von 1947 bis 1949 war er Journalist beim Berliner Rundfunk und anschließend bis 1962 als Mitarbeiter in der Redaktion der theoretischen Zeitschrift des ZK der SED „Einheit“ und spezialisierte sich auf Außenpolitik. Zwischenzeitlich absolvierte er von 1954 bis 1957 ein Studium an der Parteihochschule beim ZK der KPdSU in Moskau mit Abschluss als Diplom-Gesellschaftswissenschaftler.
1962 trat er in den diplomatischen Dienst der DDR. Von 1962 bis 1965 war Hertzfeldt Generalkonsul der DDR in Jakarta. Von 1966 bis 1969 war er als einer der Stellvertreter des Außenministers tätig und vertrat die DDR anschließend von März 1969 bis 1973 als Botschafter in Peking. Der Antritt Herzfeldts fiel in die Zeit der militärischen Auseinandersetzungen der VR China mit der UdSSR am Ussuri. Von 1973 bis 1983 war er Chefredakteur der Zeitschrift „Deutsche Außenpolitik“, des Organs des DDR-Außenministeriums.
Hertzfeldt war Mitglied in der Kommunistischen Plattform der PDS, der Vereinigung der Verfolgten des Naziregimes – Bund der Antifaschistinnen und Antifaschisten und der Gesellschaft zum Schutz von Bürgerrecht und Menschenwürde e.V..

## Schriften (Auswahl)
- Nationale Frage und Klassefrage in den  arabischen Ländern. In: Einheit, Heft 4 (1959), S. 564–570
- Zwei deutsche Staaten – zwei Linien der Außenpolitik. In: Einheit, Heft 10 (1959), S. 1308–1324.
- (zusammen mit Paul Markowski): Einige Probleme der nationalen Befreiungsbewegung. In Einheit, Heft 19 (1960), S. 1586–1601.
- (zusammen mit Jochen Radde): Nationale Demokratie – objektiver Inhalt der gegenwärtigen nationalen Befreiungsbewegung. In: Einheit, Heft 11/12 (1961).
- Subjektivismus und Geopolitik oder Realitäten und Wissenschaft? (Zur „Supermacht“-These). In: Deutsche Außenpolitik, heft 5 (1974), S. 1095–1116.
- „Die Supermacht“-These und die Ziele ihrer Verfechter. In: horizont, 7 (1974), Nr. 45, S. 8–9.
- Vietnam, Asien und der Weltfrieden. In: Deutsche Außenpolitik, Heft 7 (1975), S. 1007–1026.
- Maoistische Außenpolitik aus imperialistischer Sicht. In: Deutsche Außenpolitik, Heft 9 (1976), S. 1361–1373.
- Die „3 Welten“ Mao Tse-tungs. Eine Konzeption gegen Frieden und Sozialismus In: Deutsche Außenpolitik, Heft 10 (1978), S. 110–118.
- Die Leninsche Imperialismustheorie – ein Wegweiser im Kampf um Frieden und sozialen Fortschritt. In: Deutsche Außenpolitik, Heft 4 (1980), S. 23–38.
- (zusammen mit Bernd Kaufmann): China-USA. Zur außenpolitischen Strategie und Taktik der chinesischen Führung. In: Deutsche Außenpolitik, Heft 6 (1981), S. 123–127.
- Asien – Faktor des Friedens oder Schauplatz der Konfrontation? In: Deutsche Außenpolitik, Heft 11 (1981), S. 40–60.
- Taiwan und die chinesisch-amerikanischen Beziehungen. In: Deutsche Außenpolitik, Heft 3 (1983), S. 41–49.

## Auszeichnungen
- Vaterländischer Verdienstorden in Bronze (1969) und in Silber (1978)
- Orden Stern der Völkerfreundschaft in Silber (1988)